# Patricia Ferraz
Patrícia Lima Ferraz (Belo Horizonte, 9 de janeiro de 1980) é uma cirurgiã-dentista, empreendedora social e política brasileira, atualmente deputada federal pelo estado do Amapá pelo PL. É conhecida por sua atuação no combate à violência doméstica, defesa da saúde pública e iniciativas legislativas voltadas à inclusão social.

## Biografia
Patrícia nasceu em Belo Horizonte, Minas Gerais, sendo a filha mais velha de quatro irmãos. Formou-se em odontologia pela Universidade de Uberaba e, em 2002, mudou-se para o Amapá, onde foi a primeira profissional contratada pelo Programa Saúde da Família (PSF). Durante 11 anos, atuou em projetos de saúde bucal e coordenou programas estaduais na área odontológica.
Em 2016, coordenou o programa nacional de saúde bucal no Ministério da Saúde, mas enfrentou polêmicas ao ser exonerada após críticas relacionadas a uma licença médica.
Além disso, fundou o programa "Dentista Sem Fronteiras", que oferece atendimento odontológico gratuito em comunidades carentes, e liderou iniciativas no combate ao câncer bucal.

## Carreira Política
Patrícia ingressou na política em 2014, candidatando-se a deputada federal pelo Partido Social Cristão (PSC), obtendo a suplência. Em 2018, concorreu novamente, conquistando 12.950 votos, o que lhe garantiu a suplência e, posteriormente, a posse como deputada federal em 2019.
Durante o mandato, participou das comissões de Seguridade Social e Família (CSSF) e Defesa dos Direitos da Mulher. Apresentou projetos de lei como a instituição da carteira estudantil gratuita, a regulamentação do voto pela internet e propostas voltadas ao combate à violência doméstica.

## Projetos de Destaque
- Garantia de gratuidade no despacho de bagagens para crianças menores de 8 anos.
- Reserva de 10% das bolsas do ProUni para idosos de baixa renda.
- Propostas de combate à violência doméstica, como a ampliação dos direitos das vítimas.

## Contribuições Sociais
Patrícia realizou ações para zerar filas de atendimento no Hospital de Emergência de Macapá e obteve recursos para a compra de equipamentos médicos. Também foi responsável pela instalação de gabinetes odontológicos no IJOMA (Instituto do Câncer Joel Magalhães), onde atua como voluntária.

## Ligações Externas
- Perfil na Câmara dos Deputados